# Португалија на Европском првенству у атлетици у дворани 2015.
Португалија је учествовала на 33. Европском првенству у дворани 2015 одржаном у Прагу, Чешка, од 5. до 8. марта. Ово двадесет седмо европско првенство у дворани на коме је Португалија учествовала. Репрезентацију Португалије представљалo је 7 учесника (5 мушкараца и 2 жене) који су се такмичили у 5 дисциплинa (4 мушке и 1 женска).
На овом првенству Португалија је била 14. по броју освојених медаља са једном златном медаљом. У табели успешности према броју и пласману такмичара који су учествовали у финалним такмичењима (првих 8 такмичара) Португалија је са двоје финалиста заузела 22. место са 12 бодова, од 33 земље које су имале представнике у финалу. Укупно је учествовало 49 земаља.
| Пл. | Земља       | 1. место | 2. место | 3. место | 4. место | 5. место | 6. место | 7. место | 8. место | Бр. фин. Бод. |
| --- | ----------- | -------- | -------- | -------- | -------- | -------- | -------- | -------- | -------- | ------------- |
| 22. | Португалија | 1 - 8    | –        | –        | –        | 1 - 4    | –        | –        | –        | 2 - 12        |

## Учесници
| Мушкарци: - Јасалдес Насименто — 60 м - Жоао Алмеида — 60 м препоне - Еди Маја — Скок мотком - Диого Фереира — Скок мотком - Нелсон Евора — Троскок | Жене: - Патрисија Мамона — Троскок - Сусана Коста — Троскок |  |

## Освајачи медаља (1)

### Злато (1)
- Нелсон Евора  — Троскок

## Резултати

### Мушкарци
| Атлетичар          | Дисциплина   | Лични рекорд | Квалификације | Квалификације | Полуфинале     | Полуфинале | Финале               | Финале       | Детаљи |
| Атлетичар          | Дисциплина   | Лични рекорд | Резултат      | Место         | Резултат       | Место      | Резултат             | Место        | Детаљи |
| ------------------ | ------------ | ------------ | ------------- | ------------- | -------------- | ---------- | -------------------- | ------------ | ------ |
| Јасалдес Насименто | 60 м         | 6,70         | 6,69 ЛР       | 5 у гр. 1 КВ  | 6,67 ЛР        | 4 у пр.3   | Није се квалификовао | 13 / 35 (37) |        |
| Жоао Алмеида       | 60 м препоне | 7,75         | 7,66 =НР      | 2. у гр. 2 КВ | 7,68           | 6 у пф. 1  | Није се квалификовао | 11 / 27 (28) |        |
| Еди Маја           | Скок мотком  | 5,70 НР      | БП            | БП            | БП             | БП         | БП                   | БП           |        |
| Диого Фереира      | Скок мотком  | 5,60         | 5,25          | 18.           |                |            | Није се квалификовао | 18 / 21 (24) |        |
| Нелсон Евора       | Троскок      | 17,33 НР     | 16,61         | 3. кв         | 17,21 ЕРС, ЛРС |            |                      |              |        |

### Жене
| Атлетичарка      | Дисциплина | Лични рекорд | Квалификације | Квалификације | Полуфинале            | Полуфинале   | Финале    | Финале      | Детаљи |
| Атлетичарка      | Дисциплина | Лични рекорд | Резултат      | Место         | Резултат              | Место        | Резултат  | Место       | Детаљи |
| ---------------- | ---------- | ------------ | ------------- | ------------- | --------------------- | ------------ | --------- | ----------- | ------ |
| Патрисија Мамона | Троскок    | 14,36 НР     | 14,26 ЛРС     | 2. КВ         |                       |              | 14,32 ЛРС | 5 / 22 (23) |        |
| Сусана Коста     | Троскок    | 13,94        | 13,78 ЛРС     | 14.           | Није се квалификовала | 14 / 22 (23) |           |             |        |